# DDR-Eishockeymeisterschaft 1979/80
Die DDR-Eishockey-Meisterschaft 1979/80 erlebte im Gegensatz zu den vergangenen Jahren wieder einen spannenden Zweikampf zwischen den beiden Dynamo-Klubs aus Weißwasser und Berlin. In der auf sechs Spiele angesetzten Oberliga konnte Weißwasser die Entscheidung bis zum letzten Spieltag offenhalten, ehe schließlich der große Favorit aus Berlin mit dem deutlichsten Sieg der gesamten Serie die Titelverteidigung vor eigenem Publikum perfekt machte.
In der Bestenermittlung feierte die BSG Einheit Crimmitschau nach fünf titellosen Jahren die Rückkehr auf den Thron und avancierte mit insgesamt fünf Triumphen wieder zum alleinigen Rekord-Titelträger unter den Amateur-Mannschaften. Der Sieger der letzten vier Austragungen, BSG Monsator Berlin, musste sich dagegen nach 19 Spielen ohne Niederlage wieder einem Besseren geschlagen geben.

## Meistermannschaft
| DDR-Meister SC Dynamo Berlin | Wolfgang Kraske, Egon Schmeißer – Dieter Frenzel, Dietmar Peters, Reinhardt Fengler, Joachim Lempio, Klaus Schröder, Frank Möller, Harald Kuhnke, Rainer Patschinski, Gerhard Müller, Jürgen Breitschuh, Friedhelm Bögelsack, Roland Peters, Frank Proske, Wolfgang Unterdörfel, Wolfgang Beuthner, Detlef Radant, Thomas Graul, Matthias Dietz, Andreas Proske – Trainer: Joachim Ziesche, Hartmut Nickel |

## Oberliga

### Tabelle
DDR-Meister, (M) = Titelverteidiger
| Pl. | Verein               | Sp. | S | U | N | Tore  | Punkte |
| --- | -------------------- | --- | - | - | - | ----- | ------ |
| 1.  | SC Dynamo Berlin (M) | 6   | 4 | – | 2 | 32:19 | 8      |
| 2.  | SG Dynamo Weißwasser | 6   | 2 | – | 4 | 19:32 | 4      |

### Spiele
| 23. Oktober 1979 | SG Dynamo Weißwasser | 0:2 (0:0, 0:2, 0:0) Spielbericht | SC Dynamo Berlin Klaus Schröder (33.) Detlef Radant (39.) | „Wilhelm-Pieck“-Kunsteisstadion, Weißwasser Zuschauer: 3.000 |

| 26. Oktober 1979 18:00 Uhr | SC Dynamo Berlin | 10:5 (3:3, 4:1, 3:1) Spielbericht | SG Dynamo Weißwasser | Eishalle im Sportforum, Berlin |

|  | SG Dynamo Weißwasser | 4:3 | SC Dynamo Berlin |  |

| 13. November 1979 | SG Dynamo Weißwasser Peter Slapke (3., 28.) Eckhard Scholz (42.) Dieter Simon (56.) Frank Braun (60.) | 5:3 (1:1, 1:2, 3:0) Spielbericht | SC Dynamo Berlin Harald Kuhnke (10.) Rainer Patschinski (31.) Frank Proske (34.) | „Wilhelm-Pieck“-Kunsteisstadion, Weißwasser Zuschauer: 3.000 |

| 16. November 1979 | SC Dynamo Berlin Frank Proske (10.) Reinhardt Fengler (27.) Friedhelm Bögelsack (42.) Dieter Frenzel (58.) | 4:2 (1:1, 1:0, 2:1) Spielbericht | SG Dynamo Weißwasser Frank Braun (5., 48.) | Eishalle im Sportforum, Berlin |

| 22. November 1979 | SC Dynamo Berlin Gerhard Müller (8.) Rainer Patschinski (13.) Friedhelm Bögelsack (14.) Dieter Frenzel (15.) Friedhelm Bögelsack (26.) Gerhard Müller (26.) Jürgen Breitschuh (33.) Friedhelm Bögelsack (48., 52.) Dieter Frenzel (53.) | 10:3 (4:1, 3:1, 3:1) Spielbericht | SG Dynamo Weißwasser Fred Bartell (18.) Rolf Bielas (35.) Joachim Franke (44.) | Eishalle im Sportforum, Berlin |

### Torschützenliste
| Name                | Verein                    | Tore |
| ------------------- | ------------------------- | ---- |
| Friedhelm Bögelsack | Logo SC Dynamo Berlin     | 8    |
| Gerhard Müller      | Logo SC Dynamo Berlin     | 5    |
| Frank Proske        | Logo SC Dynamo Berlin     | 3    |
| Dieter Frenzel      | Logo SC Dynamo Berlin     | 3    |
| Rainer Patschinski  | Logo SC Dynamo Berlin     | 3    |
| Frank Braun         | Logo SG Dynamo Weißwasser | 3    |
| Eckhard Scholz      | Logo SG Dynamo Weißwasser | 3    |

## DDR-Bestenermittlung
Das Endrundenturnier der A-Gruppe wurde Ende Februar/Anfang März 1980 wie schon im Vorjahr in Crimmitschau ausgetragen. Auch die B-Gruppe traf sich drei Wochen später erneut in Crimmitschau.

### Sieger
BSG Einheit Crimmitschau

### A-Gruppe
| Pl. | Verein                    | Sp. | S | U | N | Tore  | Punkte |
| --- | ------------------------- | --- | - | - | - | ----- | ------ |
| 1.  | BSG Einheit Crimmitschau  | 3   | 3 | – | – | 25:12 | 06:0   |
| 2.  | BSG Monsator Berlin (M)   | 3   | 2 | – | 1 | 19:11 | 04:02  |
| 3.  | BSG Motor Bad Muskau      | 3   | 1 | – | 2 | 28:15 | 02:04  |
| 4.  | SG Dynamo Klingenthal (N) | 3   | – | – | 3 | 02:36 | 00:06  |

|     | Sieger der DDR-Bestenermittlung |
|     | Abstieg in die B-Gruppe         |
| (M) | Titelverteidiger                |
| (N) | Neuling                         |

### B-Gruppe
| Pl. | Verein                      | Sp. | S | U | N | Tore  | Punkte |
| --- | --------------------------- | --- | - | - | - | ----- | ------ |
| 1.  | BSG Chemie 70 Rostock       | 3   | 3 | – | – | 23:12 | 06:0   |
| 2.  | BSG Motor Optima Erfurt (A) | 3   | 2 | – | 1 | 24:13 | 04:02  |
| 3.  | BSG Aufbau Halle            | 3   | 1 | – | 2 | 19:27 | 02:04  |
| 4.  | BSG Chemie Leuna            | 3   | – | – | 3 | 14:28 | 00:06  |

|     | Für die A-Gruppe qualifiziert                  |
|     | Relegation gegen Sieger d. Bezirksausscheidung |
| (A) | A-Gruppen-Absteiger                            |

## Relegation (DDR-Bestenermittlung – Bezirksliga)
Die Relegation fand erst im Januar 1981 statt.
| BSG Chemie Leuna                   | – | BSG Aufbau Schönheide                      | 6:2 |
| (Letzter d. B-Gruppe/B.ermittlung) |   | (Sieger d. Ausscheidung d. Bezirksmeister) |     |

Die BSG Chemie Leuna startete somit auch in der Saison 1980/81 in der DDR-Bestenermittlung.

## Bezirksausscheidung
Es wurde nur ein einziges Ausscheidungsspiel zwischen den Bezirksmeistern bzw. Meistern der zusammengeschlossenen Bezirksgruppen (Spielunion) ausgetragen. Dieses fand unmittelbar nach Beendigung der Bestenermittlung statt.
| BSG Aufbau Schönheide  | – | BSG Einheit Niesky           | 8:6 |
| (Bez. Karl-Marx-Stadt) |   | (Spielunion Cottbus/Dresden) |     |

Die BSG Aufbau Schönheide vertrat damit die Bezirksmeister in der Relegation für die kommende Bestenermittlung 1980/81.